# Thesidium leptostachyum
Thesidium leptostachyum är en sandelträdsväxtart som först beskrevs av A. Dc., och fick sitt nu gällande namn av A. Dc.. Thesidium leptostachyum ingår i släktet Thesidium och familjen sandelträdsväxter. Inga underarter finns listade i Catalogue of Life.